# 1580

## أحداث
- تأسيس مدينة زاموشتش وتقع حاليا في بولندا.
- تأسيس مدينة كارابيكويبا وتقع حاليا في البرازيل.
- 11 يونيو: تأسيس مدينة بوينس آيرس وتقع حاليا في الأرجنتين.
- بداية الفتح الروسي لسيبيريا في 1 يوليو 1580 والتي انتهت في 1700.
- أزمة خلافة البرتغالية (1580): حدثت بعد وفاة ملك البرتغالي هنري الأول بدون وريث يرثه.
- 25 مارس – الاتحاد الإيبيري: فيليب الثاني ملك إسبانيا يصبح ملك البرتغال باسم فيليب الأول بعد وفاة هنريك ملك البرتغال في اتحاد شخصي يجمع التاجين.[1][2][3] وبذا أبقي البرتغال مستقلة (في أوروبا ومعظم الإمبراطورية البرتغالية). استمر حكم سلالة الفيليبيين حتى 1640.

## مواليد
- توماس ميدلتون
- رافييل منشوفسكي
- فرانسيسكو دي كيفيدو

## وفيات
- أندريا بالاديو
- لويس دي كامويس
- هنريك ملك البرتغال
- لالا مصطفى باشا
- روي لوبيز دي سيغور
- آنا من النمسا